# Massacre de Caiazzo
Invasion de la Sicile
- Lampedusa
- Corkscrew
- Mincemeat
- Barclay
- Animals
- Chestnut
- Narcissus
- Fustian
- Ladbroke
- Gela
- Troina
- Centuripe

Invasion de l'Italie
- Baytown
- Avalanche
- Rome
- Slapstick
- Armistice de Cassibile
- Achse
- Naples
- Bombardement du Vatican
- Ligne Volturno
- Libération de la Corse
- Ligne Barbara
- Bombardement de Bari

Ligne Gustave
- Ligne Bernhardt
- Raincoat
- San Pietro Infine
- Rivière Moro
- Ortona
- Rivière Rapido
- Monte Cassino
- Shingle
- Cisterna
- Diadem
- Strangle
- Ligne Trasimene
- Libération de Rome
- Ancône
- Brassard

Ligne gothique
- Rimini
- Saint-Marin
- Gemmano
- Montecieco
- Monte Castello
- Garfagnana

Offensive du printemps 1945
- Tombola
- Bowler
- Roast
- Bologne
- Argenta Gap
- Herring
- Collecchio

Guerre civile italienne
Le massacre de Caiazzo (italien : Eccidio di Caiazzo, allemand : Massaker von Caiazzo) est le massacre de 22 civils italiens, à Caiazzo, en Campanie, le 13 octobre 1943, au cours de la Seconde Guerre mondiale, par des membres de la 3e Panzergrenadier Division. Le massacre aurait été de nature particulièrement brutale et le lieutenant Wolfgang Lehnigk-Emden, qui  a été capturé peu après par les forces alliées, a avoué avoir commis une partie du crime mais a été relâché par inadvertance, échappant au jugement pendant quarante années. 
En 1994, un tribunal italien a condamné Lehnigk-Emden et Kurt Schuster, sous-officier de la division, à la réclusion à perpétuité par contumace, mais aucun des deux n'a été extradé par l'Allemagne. Lehnigk-Emden a également été jugé  pour ce crime en Allemagne devant la Haute Cour, le Bundesgerichtshof, a été reconnu coupable mais libéré car le délai de prescription avait expiré. Cela a provoqué un tollé considérable tant en Allemagne qu'en Italie en raison de la nature particulièrement brutale du crime.

## Le massacre
Le 13 octobre 1943, jour de l'armistice de Cassibile  où l'Italie déclare la guerre à l'Allemagne nazie . les forces allemandes se retiraient de la zone située autour du fleuve Volturno. À Monte Carmignano, la 3e compagnie du 29e régiment de Panzergrenadier avait pris des positions défensives sur la ligne Volturno, faisant face à l'avancée des forces américaines.  Les unités allemandes présentes dans la région craignant les attaques de partisans locaux  ont réagi avec violence, entraînant l'exécution de 33 civils du 2 au 13 octobre, culminant avec  le massacre de Caiazzo,,.
Le soir, Lehnigk-Emden perçoit des signes qu'on considère comme étant des signaux  codés émanant d'une grande ferme située à proximité des forces américaines. Lehnigk-Emden, avec quelques soldats rentre dans la ferme  et trouve 22 paysans de quatre familles différentes qui se cachaient là pour se protéger des combats. Son commandant de compagnie, Draschke, a ordonné l'exécution des quatre chefs de familles ainsi que le meurtre de trois femmes qui ont tenté de s'interposer. Lehnigk-Emden a avoué pendant sa captivité qu'il faisait partie de ce commando d'exécution, dont l'acte a été qualifié d'homicide par la justice et les tribunaux allemands,.
Dans un second temps,  Lehnigk-Emden et deux sergents, dont Kurt Schuster, sont rentrés dans la ferme où se cachaient les 15 femmes et enfants restants et ont jeté des grenades  par la fenêtre, achevant les survivants à la baïonnette. Wilhelm May, un soldat allemand qui n'était pas impliqué directement a par la suite témoigné que les femmes et les enfants avaient été brutalement assassinés,.

## Conséquences

### Capture et évasion
Le lendemain, les Américains franchirent la ligne de défense allemande sur le Volturno et occupèrent la ville de Caiazzo. Avec eux sont venus les correspondants de guerre américains qui ont documenté le terrible massacre. William Stoneman, du Chicago Daily News, grimpe la colline à la périphérie de Caiazzo et, après s'être assuré qu'il s'agissait d'un massacre, commence à dire aux Américains que des Allemands qui se retiraient vers Cassino avaient tué femmes et enfants, laissant les corps entassés près de la ferme où ils avaient pris refuge.
Lehnigk-Emden et des membres de son entreprise furent capturés par les forces américaines le 4 novembre 1943 et immédiatement interrogés par le journaliste allemand Hans Habe, sur le massacre perpétré Habe . Lors d'un entretien dans un camp de prisonniers de guerre à Aversa, en Italie, Lehnigk-Emden a avoué avoir participé à la première partie du massacre, mais a nié son implication dans la seconde. En 1944, alors qu'il était prisonnier de guerre dans un camp spécial pour criminels de guerre en Algérie, Lehnigk-Emden ne manifesta aucun remords pour son action mais déclara à un autre prisonnier de guerre allemand qu'en réalité ils ont alors tué plus de personnes. Il a tenté de s'évader mais a été blessé et a finalement été ramené en Europe sur un navire-hôpital britannique. Il a été libéré accidentellement à Göttingen.

### L'après-guerre
Dans l'Allemagne de l'après-guerre, Lehnigk-Emden travailla comme architecte et vécut, à partir de 1950, à Ochtendung, près de Coblence. Il était considéré comme un bon citoyen et actif dans le club de carnaval local. Il a rejoint le parti social-démocrate allemand. Lui et sa famille ont pris des vacances dans le nord de l'Italie, mais il n'a jamais parlé des événements de Caiazzo. Après les procès, Lehnigk-Emden a continué à vivre à Ochtendung, où ses petits-enfants ont participé activement à des manifestations organisées dans le cadre du jumelage de Caiazzo et d'Ochtendung.

### La recherche
Au moment de sa libération de captivité, les autorités alliées tentaient déjà de retrouver Lehnigk-Emden, qui devait comparaître lors d'une enquête sur le massacre. Cependant, ils le cherchaient sous l'identité de Wolfgang Lemick, à la suite d'une erreur commise par un employé de l'armée américaine,.
En 1969, Simon Wiesenthal tenta de le retrouver, cherchant des informations auprès des autorités allemandes compétentes à Ludwigsburg. Il échoua car on lui avait donné un nom incorrect, celui de Lemick Emden. Le procureur général de Munich a également enquêté sur l'affaire, mais sans succès, car comme Wiesenthal, il a effectué une perquisition sur la base d'une identité erronée,. 
En 1988, Giuseppe Agnone, un résident de Caiazzo qui avait émigré aux États-Unis, a recherché les documents pertinents, désormais déclassés, aux Archives nationales des États-Unis et a réussi à identifier le nom exact de Lehnigk-Emden. Il a transmis cette information à Interpol. Peu de temps avant son 70e anniversaire, le 15 octobre 1992, Lehnigk-Emden a été arrêté à son domicile par la police allemande.

### Tentatives de jugement

#### En Italie
En 1946, les documents relatifs à l'enquête sur le massacre ont été remis aux autorités italiennes mais, comme tant d'autres, ils ont été deposés dans les archives du Palazzo Cesi-Gaddi sur les crimes de guerre et n'ont été redécouverts qu'en 1994. En 1991, le parquet de Santa Maria Capua Vetere a ouvert une enquête à peu près au même moment où les autorités allemandes avaient ouvert la leur. Le 25 octobre 1994, le tribunal de Santa Maria Capua Vetere a condamné Schuster et Lehnigk-Emden à la réclusion à perpétuité par contumace, mais ni l'un ni l'autre n'ont été extradés.

#### En Allemagne
En 1993, Lehnigk-Emden a été jugé par le tribunal de l'État de Koblenz pour le meurtre de quinze civils. Ce dernier a qualifié l'assassinat des sept hommes restants d'homicide involontaire. Le tribunal de Coblence a finalement rejeté les accusations le 18 janvier 1994 au motif que le délai de prescription était expiré et a refusé d'extrader Lehnigk-Emden.L’affaire a été jugée jusqu’à la Haute Cour allemande, le Bundesgerichtshof, qui a confirmé la décision du tribunal de Coblence et laissé Lehnigk-Emden libre. Le juge a déclaré que le crime était si terrible qu'il aurait même abouti à une condamnation par un tribunal nazi. L’Allemagne a aboli ses lois relatives au meurtres en 1969, mais l’affaire avait été jugée en vertu des anciennes lois.

## Commémoration
Le traumatisme du massacre reste vivace dans l’esprit de la communauté de Caiazzo. Des fleurs sont régulièrement déposées sur les lieux et les écoliers y sont associés dès leur plus jeune âge. Cependant, le prêtre local de l'époque, Don Gerardo Fava, a déclaré en 1993 que la communauté ne cherchait pas la vengeance mais uniquement l
a justice.
En 1995, Lehnigk-Emden a présenté ses excuses pour ses actions, en prétextant de la situation chaotique des lignes de front, de sa jeunesse et de son inexpérience. Le maire de Caiazzo, Nicola Sorbo, n'a pas accepté ces excuses et a laissé entendre que si Lehnigk-Emden était sincère dans son repentir, il retournerait en Italie pour faire face aux tribunaux.Ochtendung, la ville natale de Lehnigk-Emden, a été qualifiée de village nazi mais, en 1995 les deux communes ont signé un accord de jumelage.
En décembre 2017, il a été annoncé que l'ambassade d'Allemagne avait approuvé l'octroi d'un financement de 30 000 euros pour la création d'un musée à Caiazzo commémorant le massacre.